# 莫里森山 (維多利亞地)
76°54′S 161°32′E / 76.900°S 161.533°E
莫里森山是南極洲的山峰，位於維多利亞地，屬於阿爾伯特親王山脈的一部分，海拔高度1,895米，由英國探險隊發現，以該隊的救援船命名。